# Copa da Escócia de 1935–36
A Copa da Escócia de 1935-36 foi a 58º edição do torneio mais antigo do futebol da Escócia. O campeão foi o Rangers F.C., que conquistou seu 10º título na história da competição ao vencer a final contra o Third Lanark A.C., pelo placar de 1 a 0.

## Premiação
| Copa da Escócia de 1935-36        |
| Escócia                           |
| --------------------------------- |
| Rangers F.C. Campeão (10º título) |